# 코넬리아 디란지 증후군
코넬리아디란지 증후군(Cornelia de Lange Syndrome, 이하 CdLS)은 성장 지연, 정신 지체, 다모증, 골격 및 외모 이상 등의 육체적, 인지적, 의학적으로 광범위한 증상을 보이는 희귀 유전 질환이다. Brachmann-de Lange Syndrome(BdLS) 혹은 Amsterdam dwarfism으로도 알려져있는 이 질환은 아이의 육체적, 지적 발달에 영향을 끼쳐 심각한 발달이상으로 이어질 수 있다. 1916년 독일 드레스덴 어린이병원의 Winfried Robert Clemens Brachmann은 생후 19일만에 폐렴으로 사망한 아이의 임상적 특징에 대해 기록했다. 하지만 불행하게도 그가 제1차 세계대전에 징집되어 전사하며 이 증후군에 관한 연구가 제대로 진행되지 못했다. 1933년, 네덜란드 출신 여의사인 Cornelia Catharina de Lange는 몇 주 간격으로 입원한 17개월, 6개월 아이의 비슷한 증상과 외모를 발견해 이를 연구하기 시작했고 Amsterdam degeneration type이라 설명했는데 이것이 CdLS가 세상에 알려진 첫 연구가 되었다. 한편 대한민국에서는 모언론의 보도와 이를 오해한 연극 등의 영향으로 "웃거나 울면 기도가 막혀 죽게 되는 희귀병"으로 잘못 알려져있다. 발생빈도는 10,000-30,000명당 1명이다. 미국에서의 계산법을 대입하면 국내 환자는 약 3,700명으로 예상되지만 실제 등록된 환자는 100명 이하이다. 한국에서는 발음에 따라 "코넬리아디랑에", "코넬리아디랑게", "코넬리아드랑에", "코넬리아드랑게" 등으로도 불린다.

## 코넬리아디란지증후군의 원인
CdLS(코넬리아디란지증후군)의 원인은 자연발생적인 유전자 변이이다. 2004년, 미국 필라델피아 어린이병원(Children's Hospital Of Philadelphia)의 이안 크란츠(Ian Krantz)가 이끄는 연구팀이 영국 뉴캐슬대학교(University of Newcastle)의 연구팀과 함께 변이시 CdLS의 원인이 되는 유전자인 NIPBL을 5번 염색체에서 발견했다. 이후 변이시 CdLS의 원인이 되는 유전자들(HDAC8, SMC1A, RAD21, SMC3 )이 추가로 발견되었다. 전체 CdLS 환자 중 50%는 NIPBL 유전자변이, SMC1A 유전자변이가 5%, 나머지 세 유전자에 변이가 있는 경우가 4%이다(연구자에 따라 NIPBL 65%, 기타 도합 5%로 보기도 함). 최근에는 혈액이 아닌 구강세포 같은 일부 조직에서만 변이가 발견되는 경우가 있으며 이런 케이스의 비중은 아직 밝혀진 바 없다. 또한 현재 약 60-70%의 CdLS 환자들만 위 5개 유전자 중 하나에 변이가 있는 것으로 확인되는 것으로 보아 추가적인 원인 유전자가 있을 것으로 보고 있다.
2013년 네덜란드 암스테르담대학교의 Huisman SA의 NIPBL 연구에 의하면 혈액을 통한 유전자검사에서는 변이가 발견되지 않았고 임상적 진단만을 받은 CdLS 환자 13명의 구강세포 샘플을 검사한 결과 이 중 10명의 환자들에게서 NIPBL 유전자 변이가 확인되었다. 유전자검사를 고려하고 있다면 혈액샘플뿐만 아니라 구강세포의 샘플도 함께 채취해 검사해볼 필요성이 충분하다.
한편 일부 ANKDR11, KMT2A, EP300 유전자의 변이도 보고된 바 있다.

## 코넬리아디란지증후군의 재발생빈도와 배아 및 태아에 대한 유전자검사의 의미
CdLS 환자의 정상부모가 다시 CdLS 아이를 출산할 확률은 1/10,000보다 높다. 연구자에 따라 다르지만 최대 2% 미만으로 보고 있다. 이것은 생식세포 모자이시즘(Germline Mosaicism)에 의한 것으로, 드물지만 부모가 체세포가 아닌 생식세포에만 변이를 갖고 있을 경우, 부모에게는 임상적 증상이 발현되지 않으며 유전자검사에서도 나타나지 않지만 본인의 생식세포에서 생산되는 정자와 난자에 변이가 존재함으로 인해 CdLS 아이를 낳을 확률이 최대 50%에 이르기 때문이다. CdLS 자녀의 정확한 유전자변이를 알고 있을 때는 임신계획시 적절한 진단을 통해 재발생을 예방할 수 있는데 임신 후에는 9주 이후 융모막융모샘플링을 통한 유전자검사(일반적인 융모막검사와 다름)와 15주 이후의 양수를 통한 유전자검사(일반적인 양수검사와 다름)를 통해 변이를 파악할 수 있고, 임신 전에는 시험관아기시술을 전제로 한 착상전유전자검사(Preimplantation Genetic Diagnosis, 이하 PGD)를 통한 진단으로 정상 배아만을 가려내 착상시킬 수 있다. 하지만 현재 대한민국에서는 생명윤리 및 안전에 관한 법률 제50조 제2항과 동법 시행령 제21조, 그리고 보건복지부 고시로 정한 검사가능질환목록에 CdLS가 누락되어 있기 때문에 국내의료기관에서의 출산 전 시행되는 모든 CdLS 유전자검사는 불법으로 규제되고 있다.
가장 최근인 2012년 7월 발견된 HDAC8 유전자(SMC1A도 해당)를 예로 들면 X염색체상에 위치한 유전자이기 때문에 생식세포 모자이시즘에 의한 재발생 확률 외에도 참고해야할 점이 있다. X염색체는 태아의 성별을 결정하는 성염색체로 일반적인 경우 남아는 X-Y, 여아는 X-X를 쌍으로 하고 있다. 비록 HDAC8 유전자변이가 있는 CdLS 환자는 대부분이 돌연변이(de novo)로 인한 당대의 변이에 인한 것이지만 간혹 환자의 어머니가 이 변이를 보유(이하 매개체)하고 있을 가능성이 있다. 남성과 달리 여성에게는 2개의 X염색체가 존재하는데 이 중 하나에만 HDAC8 유전자변이가 존재한다면 어머니에게는 CdLS 증상이 나타나지 않고 매개체가 될 수 있다(skewed x-inactivation효과에 의해 증상이 발현될 수도 있음). 매개체인 어머니는 출산시, CdLS 남아 출생 확률 25%, 정상 남아 출생 확률 25%, CdLS 여아 출생 확률 25%, CdLS 매개체 여아 출생 확률 25%를 갖게 된다. 현재 밝혀진 변이시 CdLS 원인유전자가 되는 5개의 유전자 중 SMC1A와 HDAC8 유전자가 X-링크유전자이다.
한편 CdLS 환자 본인과 정상인 사이의 출산(2세대)에서 CdLS가 재발생할 확률은 50%이다. 환자 본인의 경우에도 상기한 임신 전 PGD나 임신 후 유전자검사를 통한 예방적 진단은 법적 규제로 인해 국내에서는 질환을 정확히 확인할 수 없다. 또한 이미 출산한 CdLS 아이의 정확한 유전자변이가 밝혀지지 않은 경우에는 임신 후 초음파 등을 통한 전통적인 진단법으로 확인해야하지만 이럴 경우 낙태 가능한 시점을 지나 진단될 가능성이 높다는 한계가 있다.
상술한대로 CdLS를 갖고 있는 아이를 둔 부모가 임신을 고려하고 있고 (수치상) 낮지만 (심리적으로) 높은 재발생 확률을 스크린하길 희망한다면, 배아 및 태아에 대한 CdLS 유전자검사를 활용해야한다. CdLS 유전자검사는 변이가 있을 때 CdLS를 일으킨다고 밝혀져있는 NIPBL, HDAC8, SMC1A, RAD21, SMC3 이렇게 5개 유전자에 변이가 있는지 확인하는 검사이다. 이미 언급했지만 이들 CdLS 환자들 중 이 5개 유전자에 변이를 갖고 있을 확률은 60~70%에 그친다. 하지만 만약 이 유전자들 중 하나에 변이가 있다면 해당 배아나 태아는 CdLS를 갖고 있는 것으로 확진할 수 있다. 이해를 돕기 위해 착상전과 임신 후의 유전자검사로 나누어 사례별로 정리해보면 아래와 같다.
착상(임신) 전, - 높은 비용, 발견되지 않은 배아만 착상시키기 때문에 낙태가 불필요함, 원인유전자를 모를 경우 활용불가
자연임신이 아닌 시험관아기시술(IVF)과 착상전유전자검사(PGD)를 이용하는 방법이다. 과배란을 통해 채취한 난자들을 정자와 체외에서 인공적으로 수정시킨 후 시험관에서 3~5일 배양한다. 이렇게 배양된 배아에서 하나의 세포를 채취해 착상전유전자검사를 하게 된다. (샘플 채취가 끝난 배아들은 검사기간동안 냉동보관) 이미 태어난 아이와 정상부모의 혈액샘플을 분석해 미리 준비한 프로브를 이용해 CdLS 아이와 같은 변이가 재발했는지 확인하는 과정이다. 여기서 정상배아만을 확인해 해동하고 이식해 착상(임신)을 시도한다. 착상 성공 후에는 다시한번 아래의 임신 후 유전자검사를 통해 2차 검증에 들어갈 수 있다.
임신 후 9-12주 경과, - 상대적으로 낮은 비용, 결과가 나오면 임신 3~4개월이며 발견시 낙태가 필요, 원인유전자를 모를 경우 활용불가
- CdLS를 갖고 있는 아이를 두었지만 본인들은 CdLS의 증상이 발현되지 않은 정상부모의 임신: 최대 2%의 재발생확률

a. CdLS를 갖고 있는 아이가 유전자검사 받았고 CdLS 원인유전자가 특정된 경우의 부모 (아이와 부모의 혈액을 채취해 약 한 달 정도의 검사기간을 거쳐, 지금까지 밝혀진 NIPBL, HDAC8, SMC1A, RAD21, SMC3 이렇게 다섯가지 원인유전자 중 어디에 변이가 있는지 정확히 확인한 경우를 뜻함): 배아 혹은 태아(태어날 아기)가 또다시 CdLS를 갖고 있다면 이미 태어난 아이와 같은 유전자에서 변이가 확인된다. 때문에 이런 경우 배아 및 태아에 대한 CdLS 유전자검사를 통해 재발생을 거의 완전히 스크리닝 할 수 있다.
b. CdLS로 진단 받은 아이가 위의 유전자검사를 받았지만 밝혀진 원인유전자 5가지에서 변이가 발견되지 않은 경우: 30~40%의 CdLS 환자는 CdLS를 일으킨 원인유전자가 밝혀지지 않은 상황이다. 이런 경우라면 새로운 임신에서 배아 및 태아에 대한 CdLS 유전자검사를 받아도 변이를 발견할 수 없다.
c. CdLS로 진단 받은 아이가 있지만 유전자검사를 받지 않은 경우: CdLS로 진단 받은 아이의 유전자검사를 통해 밝혀진 원인유전자에 변이가 있는 경우인지 아닌지를 확인해볼 수 있다. 결과에 따라 다시 a와 b로 나누어 접근
d. 낮은 재발생 확률을 무시
- CdLS로 진단 받은 환자 본인과 정상인의 임신: 최대 50%의 재발생확률

a. 본인의 유전자검사를 통해 CdLS 원인유전자를 정확히 알고 있는 경우: 재발생 확률을 거의 완전히 스크리닝 할 수 있다.
b. 본인의 유전자검사를 받았지만 CdLS 원인유전자로 알려진 5가지 유전자에서는 변이가 발견되지 않은 경우: 배아 및 태아에 대한 CdLS 유전자검사는 의미가 없다.
c. 본인의 유전자검사를 받아본적이 없는 경우: 본인의 유전자검사를 통해 a와 b로 나누어 접근
d. 50%의 재발생 확률을 무시

## 코넬리아디란지증후군의 임상적 특징과 진단기준 체크리스트
CdLS를 진단하는데 아래와 같은 특징들이 도움을 줄 수 있다.
- 출생시 2.5kg 이하의 체중
- 성장지연과 작은 신장
- 발달지연 (신체적, 지적-평균IQ 53)
- 자폐아 비슷한 행동
- 팔다리 장애(팔다리가 없거나 손가락발가락이 없기도 함)
- 팔꿈치 회전이상
- 작은 머리둘레(소두증)
- 짙은 눈썹, 대부분은 가운데가 이어진 일자눈썹
- 긴 속눈썹
- 짧고 위로 솟은 코와 얇고 아래로 처진 입술
- 긴 인중
- 과다한 체모
- 작은 손과 발
- 작고 사이가 벌어진 치아
- 낮게 위치한 귀
- 청각장애
- 시각이상 (안검하수, 안구진탕증, 심한 근시, 상사시)
- 2, 3번째 발가락의 부분적 융합
- 휘어진 새끼손가락(만지증)
- 비정상적인 엄지손가락 위치
- (위)장회전
- 위식도역류증
- 발작
- 심장결함 (폐동맥판협착증, 심실중격결손증, 심방중격결손증, 대동맥협착)
- 구개열
- 수유관련문제
- 생식기 생성부전

미국 CdLS재단에서는 전문가들로 이루어진 자문위원회들을 통해 의료서비스 제공자의 CdLS 진단을 돕기 위한 CdLS 체크리스트를 제공하고 있다. 한국어판은 한국 코넬리아 디란지 증후군 환우회 홈페이지를 통해 제공되고 있다. 이 자료는 참고자료일뿐, 질환의 정확한 진단은 반드시 전문의의 진료를 통해 이루어져야한다.

## 코넬리아디란지증후군의 증상별 치료 프로토콜
- 행동(behavior)

 비록 CdLS를 갖고 있는 아이들의 상당수가 두드러진 행동 문제를 갖고 있지 않지만, 자해행위가 발생할 확률을 높게 만드는 상태들이 존재한다. 아이들은 일상적인 자극에 대한 강한 반응을 그 자극이 사라진 이후 오랫동안 유지할 수 있다. CdLS를 갖고 있는 사람들은 리듬이상(dysrhythmic)을 보일 수 있는데 이것은 그들이 식사, 수면, 그리고 정서반응 등의 행동에서 불규칙한 패턴을 갖는다는 것을 뜻한다.
 통증에 대한 민감성이 부족 그리고/혹은 (피부)접촉에 대한 과도한 민감성은 일부 아이들이 신경학적 장애가 있다는 것을 말해준다. 이 아이들은 과잉행동, 짧은 주의 지속 시간, 그리고 반대적 행동(oppositional behavior) 혹은 반복적 행동과 같은 행동문제들을 갖을 가능성이 높다.
정신감정
 아이들이 갖고 있는 일상적인 문제들의 상당수는 발달 혹은 행동에 관한 경험이 많은 소아과 의사에 의해 해결될 수 있다. 식사 혹은 수면, 울화 행동(짜증, tantrums), 혹은 과잉행동과 같은 작은 문제들이 여기 해당된다.
 약에 반응을 보이지 않는 과잉행동, 심각한 충동적 행동, 반대적 행동, 공격성, 혹은 자해를 포함하는 지속적인 행동문제들은 행동심리학 전문가나 아동 정신과 의사의 치료를 필요로 할 수 있다. 심각한 행동/정서적 문제들에 대한 장기적 치료는 거의 항상 소아청소년정신과 전문가 그리고/혹은 발달장애에 대한 경험이 풍부한 행동 전문가의 책임하에 이루어져야 한다.
- 심장학(Cardiology)

 연구결과들은 CdLS를 갖고 있는 아이들이 선천적인 심장질환을 갖고 있을 확률이 최대 20-30% (전체 신생아의 경우 0.8%)임을 보여준다. 심장결손의 심각한 정도는 그 범위가 상대적으로 작은 결손(심방중격결손)부터 더 심각한 형태들(팔로 4징증, Tetralogy of Fallot)에까지 이른다.
 어떤 심장결손들은 출생시점에 이미 분명한 신호와 증상들이 있다. 다른 결손들은 보다 감지하기 힘들며 출생시점에 확인되지 않기도 하다. CdLS를 갖고 있는 사람들의 선천적 심장질환 발견은 그 시점이 늦어질 수 있다. 작은 신장과 성장장애는 오직 CdLS에 기인한 것으로 여겨지지만 선천적 심장장애도 한 몫 할 수 있다. CdLS로 진단 받는 모든 사람들은 소아심장병전문의의 평가를 권장한다.
- 치과(Dental)

 치과적 문제들은 미진한 턱 발달, 구강위생불량, 과밀치아, 왜소치(작은 치아), 치주질환, 그리고 역류한 위산으로 인한 침식증을 포함한다. CdLS로 진단 받은 아이들은 이른 치과학적 평가, 치료, 계획, 그리고 가정에서의 예방적 관리가 필요하다. CdLS는 구강구조에 큰 영향을 주게 된다. 턱과 치아에 대한 성장과 발달문제들이 이른 나이에 평가되어야 한다.
 구개파열(Cleft palate)이 흔하며 이것은 출생 후 가까운 시기에 소아치과의의 개입을 필요하게 만든다. 이것은 먹는 능력을 고치고 개선하며 중이염 가능성을 줄여줄 뿐만 아니라 말하기 과정을 향상시킬 수 있다.
 통증 혹은 불편감에 대해 의사소통 할 수 없는 사람이나 치과 치료에 비협조적인 사람에게는 진정제 투여가 필요할 수 있다. 투여가 필요할 경우, 얕은 의식하진정을 이용하되 이 기회를 살려 환자에게 필요한 여러 과의 치료 및 조치를 동시에 진행하는 것이 효율적이다. 치과 치료를 위한 마취가 필요하다면 항상 동시에 이루어질 수 있는 다른 시술들(내시경술, 이비인후과검사, 안과검사 등)을 함께 고려해야한다.
- 발달(Development)

 CdLS를 갖고 있는 사람들의 발달기능들은 지체되는 경우가 많다. CdLS로 진단이 이루어진 후 최대한 빠른 조기치료가 요구되는데, 조기치료는 (최종적인) 발달 성취도에 큰 역할을 하는 것으로 보이기 때문이다. 검사가 가능한 CdLS 개인들의 평균 IQ는 53인데 이는 경도에서 중등도 범위의 정신지체에 해당된다. 새로운 기능(기술)의 습득은 퇴행 없이 일생에 걸쳐 계속된다.
잘하는 발달영역분야는 시공간적 기억과 지각 조직화이다. 때문에 컴퓨터 사용, 촉각 자극, 그리고 시각 기억을 활용하는 편이 다른 일반적인 구두 지시를 이용한 방법들보다 도움이 될 수 있다.
 약한 분야는 언어이며 청각문제로 인해 더 악화될 수 있다. 소근육운동활동, 특히 일상생활 속의 활동들과 관련된 것들이 반드시 강조되어야 한다.
- 눈(Eyes)

 CdLS를 처음 진단 받은 모든 아이들은 안과의사에게 완전한 안과적 평가를 받아야한다. 어떤 증상들은 부모에 의해 쉽게 발견될 수 있지만, 그렇지 않을 수 있다. 때문에 눈문제에 대한 증거가 없는 경우에도 검사를 실시해봐야한다. 눈에 관한 일반적인 문제들은 아래와 같다. 
사시증(Strabismus)은 눈의 정렬이상이다. 보통은 (눈동자가) 안쪽 혹은 바깥쪽을 향하게 된다. 심한 정렬이상은 가벼운 관찰로도 쉽게 확인할 수 있지만 검사를 통한다면 환자에게 시각적으로 중요한 작은 양의 정렬이상까지 감지할 수 있다. 안경 혹은 수술로 문제를 해결할 수 있으며, 간혹 미세한 사시증의 경우 치료를 요하지 않는 경우도 있다. 
 안구진탕증(Nystagmus) 혹은 "흔들리는 눈(shaky eyes)”은 돌봐주는 사람들에 의해 발견될 수 있다. 안구진탕증의 일부는 선천적이며 출생 직후에 확인될 수 있지만 일부는 유아기까지도 발견되지 않는 경우도 있다. 검사는 안구진탕증의 원인이 교정 가능한 문제인지 판단하는데 도움을 준다. 
 CdLS를 갖고 있는 사람은 심한 근시(myopia)를 갖을 수 있는데 표면상의 증상이 없거나 시각주의(visual attention) 결핍을 주 증상으로 할 수 있다. 안과의사의 검사로 근시를 발견할 수 있으며 안경으로 교정될 수 있다. 근시는 연령에 따라 증가되기 때문에 미래의 정기적인 검사들과 함께 정상적인 초기 눈검사가 이루어져야 한다. 
안검하수증(Ptosis, 토-시스)은 한쪽 혹은 양쪽 눈꺼풀이 아래로 처지는 것을 말한다.  경도에서 중등도의 하수증에서는 아이들이 처진 눈꺼풀 아래로 보기 위해 턱을 치켜들게 된다. 아주 심한 경우에는 안검사후증이 시선중심축을 덮어버리며 정상적인 시력의 발달을 막게 된다. 만약 안검하수증이 매우 심하다면 눈꺼풀 수술이 권장된다. 
 반복적인 충혈, 속눈썹 가피(crusting), 눈 가려움, 눈물, 혹은 눈 분비물이 진행되는 아이도 안과 의사의 검진이 필요하다. 이런 증상들은 누관(tear duct)이 막힌 것 혹은 안검염(각 눈꺼풀에 20-30개씩 존재하는 분비선이 최적의 흐름을 보이지 못하는 증상)을 암시한다. 일반적인 소아 개체군에서는 드물지만 CdLS를 갖고 있는 환자들 사이에서는 지극히 흔한 증상으로 약 절반 정도가 영향을 받는다. 눈꺼풀 세정이나 부드러운 스크럽은 안검염 증상들에 드라마틱한 개선을 가져오는 경우가 많다. 
 CdLS를 갖고 있는 많은 아이들이 정상적인 응시행동을 갖지 못한다. 응시 회피(사람이나 물체로부터 시선을 돌리는 것)는 여러 이유로 발생한다. 응시 회피는 아이에게 시각정보를 처리할 시간을 주기도 하며, 이것은 아이가 그 과제가 너무 어렵다 받아들이는 것을 뜻하기도 하며, 혹은 아이가 불확실하거나 스트레스를 받았음을 뜻할 수도 있다. CdLS를 갖고 있는 아이들은 어떤 사물 등이 그들의 관심을 받아야할지 선택하는데 큰 어려움을 갖고 있기 때문에 중심시선축보다는 주변시야를 더 자주 사용하기도 한다. 간단히 말해, 그들은 시각적으로 쉽게 압도당할 수 있다는 뜻이다. 장난감이나 물체를 더 느리게 꺼내 보여주거나 아이에게 시각적 선택지를 줄여 주는 것이 도움이 될 수 있다.  
CdLS를 갖고 있는 사람들은 눈을 손상시키는 자해행동을 일으킬 수 있다. 저절로 생긴 눈 부상이 의심된다면 꼭 안과의를 방문해야한다. 안과 의사는 치료 가능한 눈 관련 원인들(드물긴 하지만)을 배제시킬 수 있다. 만약 원인이 발견되지 않는다면 자해를 줄일 수 있는 약물사용이 검토될 수 있다. 
- 섭식(Feeding)

나타날 수 있는 섭식문제로는 음식의 온도, 질감, 맛에 대한 민감성과 환경적 측면(빛, 소음, 방의 온도) 혹은 사회적 측면(식사 중 누가 함께 하는지, 누가 먹이는지)에 대한 민감성을 포함한다. 위식도역류(Gastroesophageal reflux, 다음 섹션 참고), 튜브를 통한 급식에서 구강을 통한 급식으로 전환하는 것도 요인이 될 수 있다.
 CdLS를 갖고 있는 사람들 중 먹는데 어려움을 갖고 있는 경우 섭식과 삼킴 평가를 받아봐야한다. 언어병리학자(Speech-language pathologists)의 평가를 거치면 보다 나은 섭식을 위한 전략을 제공 받을 수 있다. 이와 비슷하게, 훈련된 영양학자는 돌보는 사람들이 적절한 성장과 발달을 위한 균형식을 제공할 수 있도록 도움을 줄 수 있다. 영양학자들은 적절한 대체 식품, 설사와 변비 그리고 소화불량에 대한 정보들도 제공해줄 수 있다. 
 하루 필요 칼로리 차트는 한국코넬리아디란지증후군환우회에서 다운로드 가능
- 위식도역류증(Gastroesophageal Reflux Disease, GERD)

 폐, 귀, 코와 목과 관련된 많은 질환들, 수유문제와 행동문제들의 많은 경우가 위산의 역류에서 기인하는 것으로 볼 수 있다. 위식도역류증(GERD)는 발생할 수 있는 다양한 문제들을 총괄해 묘사하는 용어이다. 위식도역류증으로 인한 통증은 식욕, 사회 활동들, 그리고 수면을 방해할 수 있다. 만약 CdLS를 갖고 있는 사람이 증상을 말로 설명할 수 없는 경우, 화(짜증)를 잘 내거나 자해적인 행동과 같이 만성통증을 반영하는 행동에 변화를 보일 수 있다.
 CdLS를 갖고 있는 환자들 중 위장관(GI tract)과 관련이 있다 생각되는 만성통증을 보이는 경우에는 표준 산역류검사(standard acid-reflux evaluation)를 실시해봐야한다. 역류의 치료는 보통 특별식단, 약, 그리고 식후 신체를 고양시키는 것으로 이루어진다. 만약 이런 치료들이 성공적이지 못하다면 니센 위저부주름술(Nissen fundoplication) 혹은 위루형성술(gastrostomy) 같은 외과적 시술이 필요할 수 있다. 니센은 식도하부를 좁혀주고, 위루형성술은 위에 튜브를 이용한 급식과 가스 배출구로 활용되는 구멍을 내게 된다. 
샌디퍼 증후군(Sandifer Syndrome), CdLS를 갖고 있는 사람들에게 보이기도 하는 이 증후군의 특징은 극심한 위식도역류와 (상하좌우로 짧게) 씰룩거리고 끊임 없는 움직임, 머리를 한쪽으로 돌리거나 (허리를 활처럼 휘고) 뒤로 젖히는 등의 비정상적인 신체동작으로 요약할 수 있다. 
- 소화기 문제들(Gastrointestinal Issues)

소화기(GI) 관련 질환들의 관리는 도전적일 수 있다. 소화기관들과 관련된 문제들은 증후군을 갖고 있는 사람들 사이에서 매우 높은 확률로 존재한다. 문제들은 식도, 위, 그리고 소장의 윗부분과 같은 상부 소화기에서 비롯될 수 있다. 이 부위에서 비롯된 문제들은 마일드하며 쉽게 관리할 수 있을 확률이 높다. 여기에는 구토, 속쓰림, 트림, 혹은 간헐적인 식욕저하와 같은 가끔 나타나는 증상들이 포함된다. 만약 이런 증상들이 심해지고, 잦아지며, 그리고 극복하기 어려워진다면 보다 종합적인 평가가 필요하다.
 대장, 항문과 직장과 같은 하부 소화기에서 비롯된 문제들은 가볍고 쉽게 관리할 수 있는가 하면 극심한 경우도 있다. 소화기관의 아랫부분과 관련된 문제들은 보통 대변의 형성과 통로와 연관된다. 변비, 설사, 그리고 경련을 동반한 가스팽창 등이 흔한 문제들이다.
 정식 평가는 아이의 1차 진료 담당의사 그리고 (만약 필요하다면) 위장병전문의(gastroenterologist)에 의해 이루어질 수 있다. 상부와 하부 소화기관에 행해질 수 있는 흔한 검사로는 혈액과 대변검사들, 엑스레이, 그리고 내시경검사가 있다.
- 성장(Growth)

 (CdLS를 갖고 있는) 아이들이 일반 아이들의 평균성장률을 보여주는 성장차트상의 체중과 신장으로 성장을 평가 받는 일이 자주 발생한다. CdLS를 갖고 있는 아이들이 일반 아이들의 성장률과 비교되면서 상당수가 "성장장애"라는 잘못된 진단을 받게 된다.
CdLS에 익숙하지 않은 의료진들은 비록 CdLS를 갖고 있는 아이들의 체중 증가가 느리지만, 그들의 성장이 생애전반에 걸쳐 그들의 신장에 비례한다는 사실을 인식하지 못할 수 있다.
CdLS를 갖고 있는 남아와 여아의 연령별 신장, 체중, 그리고 두위(머리둘레)를 담고 있는 구체적인 성장차트가 준비되어 있다(아래). 이를 활용하면, 의료진이 CdLS를 갖고 있는 다른 사람들과 비교해 아이의 성장을 추적할 수 있다.
남녀별 CdLS 성장차트는 한국코넬리아디란지증후군환우회에서 다운로드 가능
- 청각(Hearing)

 CdLS를 갖고 있는 아이들의 대부분은 경도에서 중등도 사이, 혹은 심지어 심각한 수준의 청각손실을 진단받지만 이것은 시간이 흐르며 달라질 수 있다. 많은 이들이 그들의 아이가 출생시에는 심각한 청각장애로, 12개월에는 중등도의 장애로, 그리고 2세에 이르러서는 경도의 장애 혹은 장애가 없는 것으로 진단 받았음을 보고하고 있다. 이것은 CdLS를 갖고 있는 사람들이 좁은 외이도와 (검사가)어려운 행동들을 갖고 있어서 검사가 힘들기 때문일 수 있다. 이 때문에, CdLS 혹은 영유아에 익숙한 청력학자 그리고/혹은 이비인후과 의사의 진료를 권장할 수 있다.
외이도가 좁은 아이들은 귀에서 만성적으로 분비물이 흐르거나 진주종성 중이염(각질이 축적되며 주위의 뼈나 연부조직을 파괴)과 같은 문제를 갖을 수 있다. 이 아이들은 반복적인 이염(귀 염증) 혹은 만성 삼출성중이염을 갖을 확률도 있다. 이어 튜브(Ear tubes) 혹은 압력 균등화 튜브 (삽입술이) 도움이 될 수 있다. 하지만 이어 튜브의 삽입은 작은 영유아나 작은 외이도를 갖은 아이들 시술에 익숙한 의사를 통해 시술되어야 한다.
만약 청각손실이 의심된다면, 청력학자를 통한 청력검사와 이비인후과 의사의 귀 검사가 시행되어야 한다. 이 초기 평가를 기반으로 추가적인 청력검사가 권장될 수 있으며 그리고/혹은 보청기가 처방될 수 있다.
- 정형외과(Orthopedics)

새끼손가락 굽음(측만지증), 작은 손, 손목 가까이 자리한 짧은 엄지, 그리고 팔꿈치 동작의 제약과 같은 증상이 흔히 존재한다. 고관절(엉덩이) 기형이 5-10%의 CdLS 어린이에게서 발생하며 걷는 능력을 방해할 수 있다. 이런 증상을 바로잡기 위한 수술이 필요할 수 있다.
가장 심각한 문제는 수화 혹은 의사소통을 위한 보완책을 어렵거나 불가능하게 만드는 심한 상지기형(upper-limb malformations)이다.
- 사춘기(Puberty)

CdLS 아이의 사춘기 시작과 그 과정은 신체적으로 뿐만 아니라 감정적, 그리고 행동적으로도 일반 아이들의 그것과 유사하게 보인다. 감정 기복, 과민성, 원인불명의 통증, 행동문제의 악화, 그리고 공격성을 보인다.
월경은 보호자들에게 문제가 될 수 있는데 특히 의사소통이 어려운 여아들의 경우가 그러하다. 이에 더해, 남아와 여아 모두 생식력이 정상이거나 약간 저하된 수준으로 보이기 때문에 잠제적인 임신으로부터의 보호가 보증되어야 한다. 몇 가지 치료법이 사용될 수 있는데 호르몬요법(경구피임약 혹은 데포-포로베라(Depo-Provera, 성욕감퇴)주사)과 수술(난관결찰술(tubal ligation), 자궁적출술(hysterectomy)) 옵션이 있다. CdLS 아이, 가족, 그리고 의사가 함께 논의해 가장 적절한 방법을 선택해야한다.
- 언어(Speech and Language)

어떤 아이들은 말하고 어떤 아이들은 말하지 못하는 원인은 분명하지 않다. 말을 못하거나 극히 제한적인 수준의 언어만 구사할 수 있는 사례가 보다 경도의 CdLS 아이에게서도 보고되고 있다. 소수의 CdLS 아이들은 언어가 정상적으로 발달한다. 하지만 대부분의 경우, 의사소통능력은 증후군과 관련된 발달요소들, 조기치료프로그램, 그리고 언어치료로의 접근 등의 영향을 받는다. 언어치료를 시작하는 결정은 결코 늦춰져서는 안된다.
CdLS를 갖고 있는 대부분의 아이들은 발음에서 음의 대치(sound substitutions) 그리고 왜곡되거나 탈락된 자음(distorted or missing consonants)과 같은 오류를 보인다. 이런 오류는 몇 가지 요소들의 결과인데, 전체적인 발달지체, 작은 구강, 뒤쪽으로 밀려 자리한 하악, 낮은 근긴장도의 경향, 그리고 청각장애를 포함한다.
이에 더해, CdLS를 가족 있는 아이들의 대부분이 말하기의 근본이 되는 움직임의 정확성과 일관성에 문제가 오는 신경계질환인 아동기 말 실행증(childhood apraxia of speech (CAS))을 보인다. CAS는 원인이 알려지거나 알려지지 않은 복잡한 신경행동적 질환과 신경학적 장애가 함께 얽힌 결과, 혹은 특발성 신경성 언어음 장애(idiopathic neurogenic speech sound disorder)의 결과로 발생할 수 있다.
 보완대체의사소통(Augmentative and Alternative Communication (AAC))
 CdLS를 갖고 있는 사람들에게 가장 힘든 문제 중 하나는 최상의 의사소통도구를 찾는 것이다. 언어, 수화, 의사소통용 칠판, 컴퓨터 프로그램 등이 될 수 있다. 
 이용가능한 보다 공식화 된 AAC 전략들로는 (특히 미국의 경우) 의사소통 칠판, 미국수화(American Sign Language), 미국 인디언 수화(American Indian Hand Talk) 혹은 미국 인디언 제스처 코드(Amer-Ind gestural code), 블리스심볼(Blissymbolics, 그림의사소통), 토털 커뮤니케이션(Total Communication), 판토마임, 수화문자(manual alphabet), 눈깜빡임을 이용한 인코딩(eye-blinking encoding), 전자커뮤니케이션보조기(electronic communication aids) 등이 있다. 심한 상지기형을 갖고 있는 아이들을 위해서는 동작지원형(gestural-assisted)과 신경지원형(neuro-assisted) 전략을 이용할 수 있다. 불행하게도, 비언어적 혹은 제스처 의사소통의 이해에 어려움을 갖고 있는 아이들은 대부분의 보완의사소통전략을 배우기 힘들다.
보완대체의사소통의 사용을 고려하기 전에 몇 가지 요소들이 고려되어야 한다. 인지의 수준, 운동 능력(motor abilities), 수용언어능력(receptive language abilities), 그리고 의사소통을 향한 동기이다. 아이의 언어병리학자가 도움을 줄 수 있다.

## 코넬리아디란지증후군의 생애시기별 관리 가이드라인
코넬리아디란지증후군의 진단은 1차적으로 임상적 증상들을 통한 유전과 전문의의 진단이 가능하며 이중 60%의 환자들은 국내에서의 유전자검사를 통해 원인 유전자를 확인할 수 있다.
유전질환자체의 치료법은 없으며 동반된 증상들 각각에 대한 진료과별 관리가 필요하다.
미국 CdLS재단에서 제공하는 생애시기별 관리 가이드라인은 아래와 같다.

### 영아기와 첫 진단시
CdLS의 진단을 고려하고 있다면 거의 대부분이 정상으로 나오겠지만 핼액을 통한 핵형분석을 확보할 필요가 있다.
임상적인 진단이 이루어진 후에는 다음과 같은 여러 검사와 점검을 권장한다.
- 초음파 심장 진단도(Echocardiogram)
- 신장 초음파(Renal ultrasound)
- 소아 안과적 평가: 조절마비굴절검사(cycloplegic refraction) 포함
- 청력검사: 청력이상이 있다면 이음향 방사(otoacoustic emissions) 혹은 뇌간 청각 유발 반응(brainstem auditory evoked response)
- 위식도역류증(gastroesophageal reflux disease, 이하 GERD) 평가: pH probe 혹은/그리고 내시경술을 포함, 만약 발견되었다면 prokinetics(프로키넥틱스) 투약과 같은 내과적 처치를 시도하고 이것이 실패하면 위저추벽성형술(Nissen fundoplication), 위루관(gastrostomy tube)과 같은 외과적 처치.
- 발달평가: 이후 1-3년에 한 번씩 평가
- 조기특수교육 시작: 필요성이 제기되는 한, 혹은 성인이 될 때까지 지속
- CdLS 성장차트를 이용한 성장평가: 고칼로리분유의 처방이 권해지기도 하는데 이것은 체중 증가에 도움을 줄 수 있다. 하지만 CdLS 환자는 높은 대사율로 각자의 페이스에 따라 (느리게) 성장하는 것으로 보인다.
- CdLS 확진이 내려지면 지원단체 및 환우회에 대한 정보가 제공되어야한다.
- 환자가족이 장축염전증(volvulus)과 같은 응급상황에 대비한 CdLS Medical Care Card(한국어판 없음)를 수령할 수 있도록 한다.
- 부모가 추가적인 임신 및 출산 전 진단과 같은 옵션에 관심이 있다면 가능한 분자 (유전자) 테스트(molecular testing)를 고려한다. 이런 가능성을 고려하고 있다면 유전적 상담을 받아보도록 한다.

### 유아기 (13개월-8세)
CdLS 환자는 1차 진료 제공자를 통한 정기적인 평가와 면역조치가 필요하며 :
- 남아의 경우, 18개월 이전에 잠복고환(cryptorchidism)을 치료해야한다.
- 진행되고 있는 발달치료의 교육기관 배정 및 치료요법의 개별최적화. 대다수의 환자들은 신체, 직업, 언어요법에서 효과를 볼 가능성이 높다. 수화의 사용은 구두 의사소통의 발달을 촉진할 수 있기 때문에 권장된다.
- CdLS에 특화된 성장차트를 통해 성장을 지속적으로 모니터링 한다.
- 6개월에 한 번, 소아 치과의 혹은 유전질환을 갖고 있는 환자 진료에 익숙한 차과의에게 진료 받는다.
- 첫 검사의 결과에 따라 일회 혹은 매년 한 번 소아 안과의의 평가를 받는다.
- 매 2-3년마다 청력검사
- 위식도역류증(GERD)의 전조가 보이거나 증상이 악화된다는 임상적 의심이 든다면 즉시 재검사를 수행한다. 대부분의 경우 내시경술이 좋은 결과를 내지만 pH probe도 고려할 수 있다.
- 잠재적인 장축염전증(volvulus)의 전조(예: 담즙성구토(bilious emesis), 위루관으로부터의 담즙 유출, 급성복통(acute abdominal pain))가 보인다면 즉시 응급실을 방문해 잠재적 수술에 대비한 일련의 검사를 받아야한다.
- 적합한 세부전문가들에 의한 팔로우업
- 어떤 수술이 진행된다면 다른 분야 전문가들에게도 자문을 구해 마취중에 필요한 다른 검사와 분석이 동시에 이루어질 수 있도록 기회를 활용한다.
- CdLS 진단이 내려진다면 환자 지원과 관련된 정보가 제공되어야한다.
- 환자가족이 장축염전증(volvulus)과 같은 응급상황에 대비한 CdLS Medical Care Card(한국어판 없음)를 수령할 수 있도록 한다.
- 부모가 추가적인 임신 및 출산 전 진단과 같은 옵션에 관심이 있다면 가능한 분자 (유전자) 테스트(molecular testing)를 고려한다. 이런 가능성을 고려하고 있다면 유전적 상담을 받아보도록 한다.

### 학령기 아동 (8세-사춘기)
CdLS 환자는 1차 진료 제공자를 통해 정기적인 진료를 받아야하며 :
- 구축(joint contracture), 엉덩이 합병증(hip complications), 건막류(bunions), 척추측만증(scoliosis)의 진행, 교정용 지지대의 사용을 위한 정형외과적 개입이 필요할 수 있다.
- 주의력결핍 과잉행동장애(ADHD), 자해적 행동을 포함하는 문제 발생시 행동평가가 필요하다.
- 진행되고 있는 발달치료의 교육기관 배정 및 치료요법의 개별최적화. 대다수의 환자들은 신체, 직업, 언어요법에서 효과를 볼 가능성이 높다. 수화의 사용은 구두 의사소통의 발달을 촉진할 수 있기 때문에 권장된다.
- CdLS에 특화된 성장차트를 통해 성장을 지속적으로 모니터링 한다.
- 6개월에 한 번, 소아 치과의 혹은 유전질환을 갖고 있는 환자 진료에 익숙한 치과의에게 진료 받는다.
- 첫 검사의 결과에 따라 일회 혹은 매년 한 번 소아 안과의의 평가를 받는다.
- 매 2-3년마다 청력검사
- 위식도역류증(GERD)의 전조가 보이거나 증상이 악화된다는 임상적 의심이 든다면 즉시 재검사를 수행한다. 대부분의 경우 내시경술이 좋은 결과를 내지만 pH probe도 고려할 수 있다.
- 잠재적인 장축염전증(volvulus)의 전조(예: 담즙성구토(bilious emesis), 위루관으로부터의 담즙 유출, 급성복통(acute abdominal pain))가 보인다면 즉시 응급실을 방문해 잠재적 수술에 대비한 일련의 검사를 받아야한다.
- 적합한 세부전문가들에 의한 팔로우업
- 어떤 수술이 진행된다면 다른 분야 전문가들에게도 자문을 구해 마취중에 필요한 다른 검사와 분석이 동시에 이루어질 수 있도록 기회를 활용한다.
- CdLS 진단이 내려진다면 환자 지원과 관련된 정보가 제공되어야한다.
- 환자가족이 장축염전증(volvulus)과 같은 응급상황에 대비한 CdLS Medical Care Card(한국어판 없음)를 수령할 수 있도록 한다.
- 부모가 추가적인 임신 및 출산 전 진단과 같은 옵션에 관심이 있다면 가능한 분자 (유전자) 테스트(molecular testing)를 고려한다. 이런 가능성을 고려하고 있다면 유전적 상담을 받아보도록 한다.

### 청소년기 (사춘기-20세)
CdLS 환자는 1차 진료 제공자를 통해 정기적인 진료를 받아야하며 :
- 진행되고 있는 발달치료의 교육기관 배정 및 치료요법의 개별최적화. 고등학교 이후의 학교나 일자리 취업, 직업훈련 혹은/그리고 고등교육에 대한 계획은 조기에 실행되어야한다.
- 여아의 경우, 자궁경부암검사(Pap smear)를 포함한 정기적인 골반 내진(pelvic examination)을 고려한다. 성적활동에 따라 다르지만 청소년기에서 성인기까지 최소 3년에 한 번은 검사가 필요하다. 임신예방과 월경관리의 두 가지 다른 관점 모두에서 환자 및 환자가족들과 호르몬요법의 사용에 대해 논의한다.
- 발달적으로 적합한 상황이라면 (임신시) 재발생 위험성에 대해 논의한다.
- 진행되고 있는 발달치료의 교육기관 배정 및 치료요법의 개별최적화. 대다수의 환자들은 신체, 직업, 언어요법에서 효과를 볼 가능성이 높다. 수화의 사용은 구두 의사소통의 발달을 촉진할 수 있기 때문에 권장된다.
- CdLS에 특화된 성장차트를 통해 성장을 지속적으로 모니터링 한다.
- 6개월에 한 번, 소아 치과의 혹은 유전질환을 갖고 있는 환자 진료에 익숙한 치과의에게 진료 받는다.
- 첫 검사의 결과에 따라 일회 혹은 매년 한 번 소아 안과의의 평가를 받는다.
- 매 2-3년마다 청력검사
- 위식도역류증(GERD)의 전조가 보이거나 증상이 악화된다는 임상적 의심이 든다면 즉시 재검사를 수행한다. 대부분의 경우 내시경술이 좋은 결과를 내지만 pH probe도 고려할 수 있다.
- 잠재적인 장축염전증(volvulus)의 전조(예: 담즙성구토(bilious emesis), 위루관으로부터의 담즙 유출, 급성복통(acute abdominal pain))가 보인다면 즉시 응급실을 방문해 잠재적 수술에 대비한 일련의 검사를 받아야한다.
- 적합한 세부전문가들에 의한 팔로우업
- 어떤 수술이 진행된다면 다른 분야 전문가들에게도 자문을 구해 마취중에 필요한 다른 검사와 분석이 동시에 이루어질 수 있도록 기회를 활용한다.
- CdLS 진단이 내려진다면 환자 지원과 관련된 정보가 제공되어야한다.
- 환자가족이 장축염전증(volvulus)과 같은 응급상황에 대비한 CdLS Medical Care Card(한국어판 없음)를 수령할 수 있도록 한다.
- 부모가 추가적인 임신 및 출산 전 진단과 같은 옵션에 관심이 있다면 가능한 분자 (유전자) 테스트(molecular testing)를 고려한다. 이런 가능성을 고려하고 있다면 유전적 상담을 받아보도록 한다.

### 성인기
CdLS 환자는 1차 진료 제공자를 통해 정기적인 진료를 받아야하며 :
- 일반적인 가이드라인의 주기에 따른 혈압 추적관찰하며 베이스라인 심전도(EKG), 정기적인 유방, 고환과 전립선 검사를 고려한다.
- 직업훈련 혹은 일이나 고등교육에 관해 논의한다.
- 주의력결핍 과잉행동장애(ADHD), 강박증상, 자해적 행동을 포함하는 문제 발생시 행동평가가 필요하다.
- 골다공증(osteoporosis)을 확인하기 위한 덱사 스캔(DEXA scan) 고려
- 매 4-6개월에 한 번 치과 진료가 필요하며 소아 치과의 혹은 유전질환을 갖고 있는 환자 진료에 익숙한 치과의에게 진료 받는 것이 이상적이다.
- 여아의 경우, 자궁경부암검사(Pap smear)를 포함한 정기적인 골반 내진(pelvic examination)을 고려한다. 성적활동에 따라 다르지만 청소년기에서 성인기까지 최소 3년에 한 번은 검사가 필요하다. 임신예방과 월경관리의 두 가지 다른 관점 모두에서 환자 및 환자가족들과 호르몬요법의 사용에 대해 논의한다.
- 발달적으로 적합한 상황이라면 (임신시) 재발생 위험성에 대해 논의한다.
- 구축(joint contracture), 엉덩이 합병증(hip complications), 건막류(bunions), 척추측만증(scoliosis)의 진행, 교정용 지지대의 사용을 위한 정형외과적 개입이 필요할 수 있다.
- 진행되고 있는 발달치료의 교육기관 배정 및 치료요법의 개별최적화. 대다수의 환자들은 신체, 직업, 언어요법에서 효과를 볼 가능성이 높다. 수화의 사용은 구두 의사소통의 발달을 촉진할 수 있기 때문에 권장된다.
- CdLS에 특화된 성장차트를 통해 성장을 지속적으로 모니터링 한다.
- 6개월에 한 번, 소아 치과의 혹은 유전질환을 갖고 있는 환자 진료에 익숙한 치과의에게 진료 받는다.
- 첫 검사의 결과에 따라 일회 혹은 매년 한 번 소아 안과의의 평가를 받는다.
- 매 2-3년마다 청력검사
- 위식도역류증(GERD)의 전조가 보이거나 증상이 악화된다는 임상적 의심이 든다면 즉시 재검사를 수행한다. 대부분의 경우 내시경술이 좋은 결과를 내지만 pH probe도 고려할 수 있다.
- 잠재적인 장축염전증(volvulus)의 전조(예: 담즙성구토(bilious emesis), 위루관으로부터의 담즙 유출, 급성복통(acute abdominal pain))가 보인다면 즉시 응급실을 방문해 잠재적 수술에 대비한 일련의 검사를 받아야한다.
- 적합한 세부전문가들에 의한 팔로우업
- 어떤 수술이 진행된다면 다른 분야 전문가들에게도 자문을 구해 마취중에 필요한 다른 검사와 분석이 동시에 이루어질 수 있도록 기회를 활용한다.
- CdLS 진단이 내려진다면 환자 지원과 관련된 정보가 제공되어야한다.
- 환자가족이 장축염전증(volvulus)과 같은 응급상황에 대비한 CdLS Medical Care Card(한국어판 없음)를 수령할 수 있도록 한다.
- 부모가 추가적인 임신 및 출산 전 진단과 같은 옵션에 관심이 있다면 가능한 분자 (유전자) 테스트(molecular testing)를 고려한다. 이런 가능성을 고려하고 있다면 유전적 상담을 받아보도록 한다.

## 관련 기관 외부 링크
- 미국 코넬리아디란지재단 - CdLS 환자와 부모에게 필요한 모든 정보가 전문가들에 의해 체계적으로 정리되어있다.
- 미국 필라델피아 어린이병원, The Center for Cornelia de Lange Syndrome and Related Diagnoses
- 코넬리아 드 랑에 증후군의 임상 증상과 치료 - DiaTreat: Diagnosis & Treatment. vol.3 no.3 통권 8호 (2003. 여름) pp.762-764, 저자: 연세대학교 세브란스병원 임상유전학과 교수 이진성. 한국에는 아직 CdLS에 대한 본격적인 연구실적이 없다.